# 格林瓦利 (明尼蘇達州)
格林瓦利（英語：Green Valley）是位於美國明尼蘇達州萊昂縣費爾維尤鎮區的一個非建制地區。

## 歷史
格林瓦利的郵局於1889年設立，其後於1964年停運。

## 地理
格林瓦利所處的海拔為高於海平面335米（即1099英呎），而該地所採用的時區為UTC-6，即北美中部時區（CST）。同時該地設有夏令時間，為UTC-6調快一小時，即UTC-5（CDT）。